# Платигенис, Димитриос
Димитриос Платигенис (греч.  Δημήτριος Πλατυγένης; Портарья Пелион 1803 - Триест, 1856) – греческий предприниматель и меценат первой половины XIX века. Оставил всё своё состояние Афинскому университету. 

## Биография

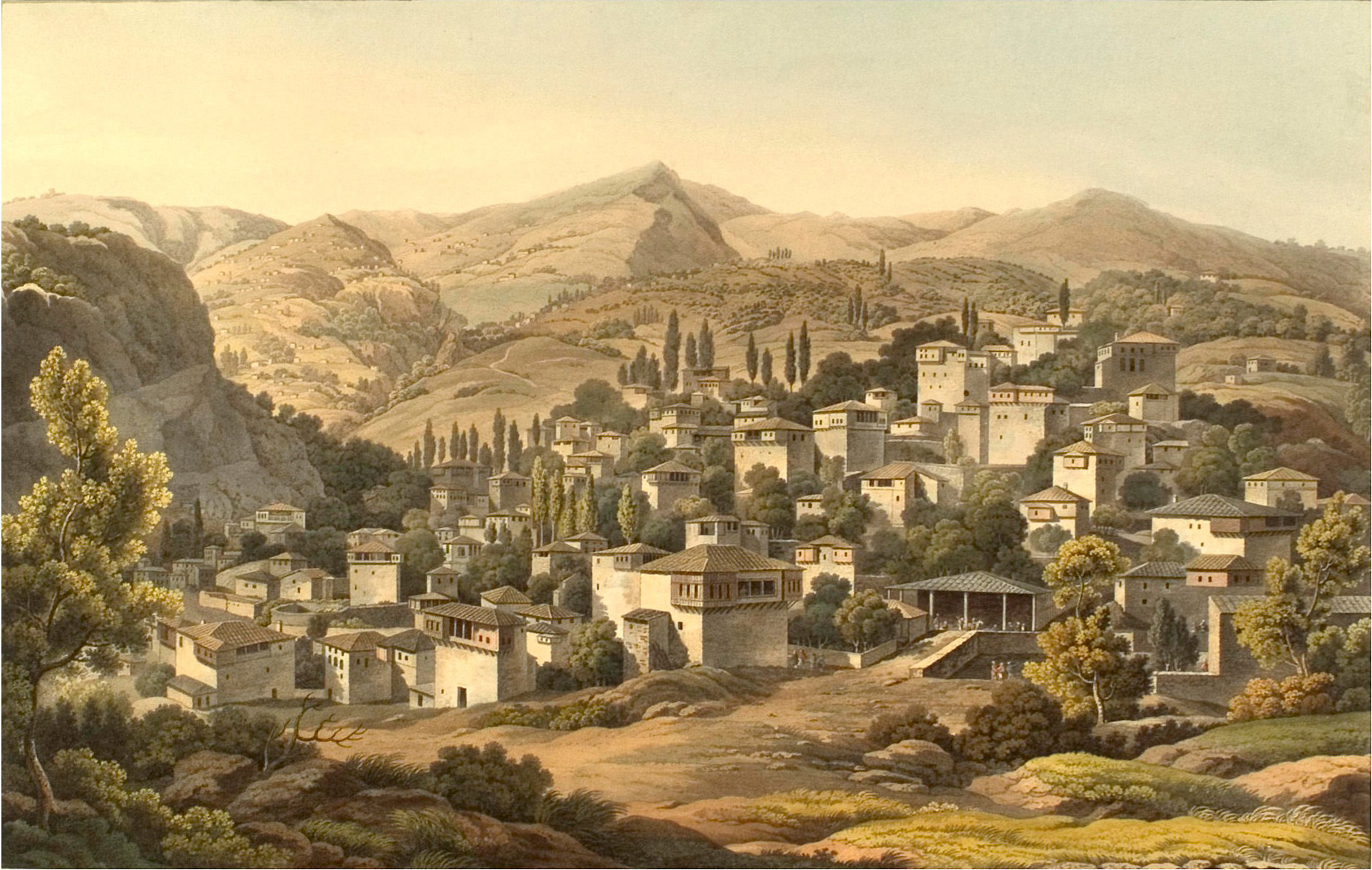
Портарья около 1820 года

Димитриос Платигенис родился в 1803 году, в селе Портарья, на горе Пелион. 
Его отец, торговец Иоаннис Платигенис был человеком грамотным, был поклонником искусств и полиглотом. Своему образованию Димитриос во многом был обязан своему отцу. 
С началом Греческой революции в 1821 году, семья Платигениса примкнула к восставшим. С вторжением войск Драмали-паши в Фессалию, семья бежала на близлежащий остров Скиатос. 
Иоаннис Платигенис финансировал покупку оружия для повторного восстания в Фессалии в 1823 году. 
Когда и это восстание было подавлено войсками Кютахьи-паши, семья вновь бежала, на этот раз на более отдалённый и имевший вооружённые торговые корабли остров Псара. 
В следующем году все члены семьи Платигенисов погибли во время Псарского холокоста. 
Димитриос Платигенис, единственный из семьи, остался живым, поскольку до этих событий был послан на остров Сирос, по делам торгового дома Платигенисов. 
Оставшись одним, двадцатилетний Димитрис возглавил торговый дом семьи, продолжая поддерживать продолжающуюся Освободительную войну.
Он преуспел в коммерции и, впоследствии, перевёл центр деятельности своего торгового дома в Триест, где в тот период процветала греческая колония и где он сотрудничал с предпринимателями с острова Сирос Н.Метаксасом и А.Иконому. 
Пребывая в Триесте он финансировал ряд образовательных и филантропических учреждений. 
После тяжёлой болезни, Платигенис умер в Триесте 25 августа 1856 года. 
Платигенис оставался холостяком и не имел детей. 
Почти всё своё состояние, около 90 тысяч австрийских флоринов, Платигенис завещал Афинскому университету, отметив что образование является фундаментом свободы и политического возрождения Греции. 
В знак признания, Афинский университет установил памятную плиту Платигенису на православном кладбище Триеста. 
Платигенис также завещал 4 тысячи флоринов школе в своём родном селе.